# Salon international de la machine-outil de décolletage
Le salon international de la machine-outil de décolletage (SIMODEC) est une foire bisannuelle, organisée depuis 1955, par l'Association Foire de la Haute-Savoie Mont-Blanc, à La Roche-sur-Foron, dans le département de la Haute-Savoie en région Rhône-Alpes.

## Histoire
À l'origine, la présentation de machines-outils liées au décolletage se faisait à l'occasion de la Foire Internationale Haute-Savoie Mont-Blanc de La Roche-sur-Foron. En effet, au lendemain de la Seconde Guerre mondiale, lors de la première édition en 1949 de la Foire une section dédiée aux machines-outils en lien avec l'activité de décolletage qui se développe dans la vallée de l'Arve est mise en place. En 1955, l'Association Foire de la Haute-Savoie Mont-Blanc organise un salon spécial dédié à cette activité. Cet événement devient une biennale, qui se tient au mois de mars.
L'édition 2020, initialement prévue du 10 au 13 mars, est reportée du 24 au 27 novembre, en raison de la pandémie de maladie à coronavirus.